# Márton Esterházy
Márton Esterházy (ur. 9 kwietnia 1956 w Budapeszcie) – węgierski piłkarz grający na pozycji napastnika, uczestnik MŚ 86.

## Życiorys
Pochodzi ze znanej arystokratycznej rodziny, jego bratem był pisarz Péter Esterházy. Początkowo występował w Ferencvárosi TC, jednak najlepszy okres kariery spędził w Honvédzie (1980–1984), z którym trzykrotnie był mistrzem Węgier. Później grał m.in. w Grecji (AEK Ateny i Panathinaikos AO). W reprezentacji Węgier zagrał 29 razy i strzelił 11 goli. Debiutował w 1980, ostatni raz zagrał w 1988. Podczas MŚ 86 wystąpił we wszystkich trzech spotkaniach Węgrów w turnieju (1 gol).